# Gurdwara Nanaksar, Samadh Bhai
 (janvier 2015).
Le Gurdwara Nanaksar, Samadh Bhai est un temple du sikhisme qui a été édifié comme son nom l'indique à Samadh Bhai dans le district de Faridkot, au Pendjab, en Inde. Guru Hargobind (1595-1644) un des gourous fondateurs du sikhisme a passé quelque temps dans cet endroit; le temple a été construit pour lui rendre hommage. Un sarovar, la piscine sacrée est adjacente au temple; un dôme en forme de lotus recouvre le lieu saint. Le village a pris son nom d'un sikh très fervent Bhai Rup Chand (1613-1709) qui a son samadh c'est-à-dire son mausolée juste à côté du gurudwara.